# Notropis dorsalis
Notropis dorsalis är en fiskart som först beskrevs av Agassiz, 1854.  Notropis dorsalis ingår i släktet Notropis och familjen karpfiskar. Inga underarter finns listade i Catalogue of Life.